# Schleuse Bachhausen
Die Schleuse Bachhausen wurde in der Zeit von Juni 1985 bis Oktober 1989 im Rahmen des Baues der Bundeswasserstraße Main-Donau-Kanal errichtet. Sie ist als Sparschleuse mit drei Sparbecken westlich des Schleusenbeckens ausgeführt und die südliche Grenze der Scheitelhaltung des Kanales.

## Schleuse
Die Kammer der Schiffs-Einzelschleuse liegt bei Kanal-Kilometer 115,46, hat bei einer Kammerlänge von 200 m eine nutzbare Länge von 190 m und eine Nutzbreite von 12 m.
Das Oberwasser hat eine Höhe von 406 m ü. NN, die des Schleusen-Unterwassers liegt bei 389 m ü. NN. Die Schleusungs-Fallhöhe beträgt 17 Meter, die mit einer Hub- oder Senkgeschwindigkeit von bis zu 1,7 m/Min überwunden werden. Eine Schleusung dauert also etwa 10 Minuten.
Unmittelbar östlich der Schleuse befindet sich der für den Wasserhaushalt der Scheitelhaltung des Kanales wichtige Dürrlohspeicher, zu dem ein Verbindungsstollen aus dem Oberwasser besteht.

## Steuerung
Die Schleuse hat einen eigenen Kommandostand, wird aber seit 2007 aus der Revierzentrale der WSV in Hilpoltstein fernbedient. Von dort aus werden auch die Schleusen Leerstetten, Eckersmühlen und Hilpoltstein ferngesteuert. Ab 2024 soll die Steuerung von zwölf Schleusen aus der Leitzentrale Nürnberg erfolgen, später die aller 16 Kanalschleusen.
Die Schleuse ist, außer bei Betriebsstörungen wie beispielsweise Unfällen, Wartungsarbeiten oder Eisgang, ganzjährig rund um die Uhr betriebsbereit und nachts beleuchtet. Im Ober- und Unterwasser bestehen jeweils Schleusenvorhäfen für die Berufsschifffahrt, Warteplätze mit Sprechstellen für die Freizeitschifffahrt und Slipanlagen für Kleinfahrzeuge. Kleinfahrzeuge werden nur tagsüber und meist zusammen mit der Großschifffahrt abgefertigt. Muskelkraftgetriebene Wasserfahrzeuge werden nicht geschleust; für diese steht an den Slipstellen ein bepfandeter Transportwagen zum händischen Umsetzen bereit.

## Betriebsstörungen
- Am 8. Oktober 2013 rammte ein Kreuzfahrtschiff das Untertor der Schleuse. Schiff und Schleuse wurden beschädigt, die Passagiere waren gerade nicht an Bord.[7]
- Am 3. Dezember 2015 fuhr ein Kreuzfahrtschiff mit nicht eingefahrenem Steuerstand ein und blieb damit an der Schleusenbrücke hängen. Passagiere und Besatzung kamen mit dem Schrecken davon und mussten auf Busse umsteigen.[8]